# Laurent Lafitte
Laurent Lafitte (* 22. srpna 1973 Fresnes) je francouzský herec, scenárista a režisér.
Herectví studoval na pařížských školách Cours Florent a CNSAD. Hrál například ve filmech Purpurové řeky (2000), Milosrdné lži (2010) a Paul Sanchez est revenu! (2018), stejně jako v různých televizních seriálech. Dvakrát byl nominován na Césara pro nejlepšího herce ve vedlejší roli (za filmy Elle a Na shledanou tam nahoře). V roce 2016 uváděl zahajovací a uzavírací ceremonii Filmového festivalu v Cannes. V roce 2020 režíroval svůj první film, Původ světa, k němuž rovněž napsal scénář a zahrál si v něm hlavní roli.